# Henri Ier de Rohan
Henri Ier de Rohan, né en 1535 et mort en 1575, est l'aîné des enfants de René Ier.

## Biographie
En 1558, ils appellent au château, Fleurieu et Loiseleur qui prêchent la réforme dans la grande salle du château. Sous les véhémentes réclamations de la population à l'autorité royale, ils sont obligés de rendre l'église[réf. souhaitée].
Le roi ayant interdit le culte protestant dans la crainte de voir son royaume divisé, ils obtiennent de pratiquer leur religion ouvertement, eux et leur domesticité, et font profiter de cette faveur un grand nombre de protestants venus sous leur protection s'établir au village Pavé aux portes du château de Blain. L'autorité royale interdit bientôt ces assemblées. Ils sont forcés de varier le lieu de leurs réunions qui se font dans la grande salle du château, ou dans la chapelle, ou dans la chambre du sénéchal ; parfois en dehors, à l'hôtel du Chapeau-Rouge, parfois plus loin, à Fresnay en Plessé, dépendance des Rohan.
Marié en 1566 à Françoise de Tournemine, fille de René de Tournemine, seigneur de La Guerche, et de Françoise Hingant, il meurt le 12 juin 1575 après avoir signé son testament (enregistré le 25 juin 1575), à peine âgé de quarante ans, laissant une fille Judith, qui meurt à son tour 12 jours après son père. Son frère René II devient alors vicomte de Rohan.

## Armoiries
| Blason | Blasonnement : De gueules à neuf macles d'or, posées 3, 3, 3. |